# Amazonesia
Amazonesia is een geslacht van hooiwagens uit de familie Sclerosomatidae.
De wetenschappelijke naam Amazonesia is voor het eerst geldig gepubliceerd door Soares in 1970. 

## Soorten
Amazonesia omvat de volgende 2 soorten:
- Amazonesia pulchra
- Amazonesia quadriprocessigera